# Mehmet Scholl
Mehmet Tobias Scholl, nascido como Mehmet Tobias Yüksel (Karlsruhe, 16 de outubro de 1970), conhecido apenas por Mehmet Scholl, é um ex-futebolista e treinador de futebol alemão de origem turca que atuava como meia-atacante.

## Carreira

### Karlsruher SC
Descoberto no SV Nordwest Karlsruhe, foi para o Karlsruhe em 1982 e jogou na base do clube até 1989, quando foi promovido ao time B. Chegou a disputar 3 partidas na equipe principal, estreando contra o Köln em abril de 1990, marcando seu primeiro gol neste jogo. Pelo KSC, Scholl disputou 68 jogos oficiais (58 pela Bundesliga e 3 pela Copa da Alemanha) e marcou 12 gols. Seu desempenho chamou a atenção do tradicional Bayern de Munique, e o meia-atacante foi contratado pelo time bávaro em julho de 1992.

### Bayern de Munique
Scholl esteve presente na maioria das conquistas do Bayern de Munique no final da década de 90 e anos 2000, como a Copa Europeia/Sul-Americana de 2001, a Liga dos Campeões da UEFA de 2000–01, a Taça UEFA de 1995–96, as Bundesligas de 1993–94, 1996–97, 1998–99, 1999–2000, 2000–01, 2002–03, 2004–05, 2005–06, as Taças Alemãs de 1997–98, 1999–2000, 2002–03, 2004–05, 2005–06, e as Taças da Liga de 1997, 1998, 1999, 2000, 2004. Em 15 anos, foram 334 partidas e 87 gols (no total, 468 jogos e 116 gols). Em maio de 2005, foi eleito por torcedores como um dos 11 melhores jogadores da história do Bayern.
Notabilizado por sua técnica, habilidade no drible e por suas cobranças de falta, Mehmet teve sua aposentadoria como jogador anunciada em dezembro de 2006 por Uli Hoene, então diretor-gerak do Bayern de Munique. A despedida oficial foi num amistoso contra o Barcelona, que venceu o jogo por 1 a 0 (gol de Lionel Messi). O meia-atacante foi substituído pelo francês Franck Ribéry, que fazia sua estreia pelo Bayern.

### Seleção Alemã

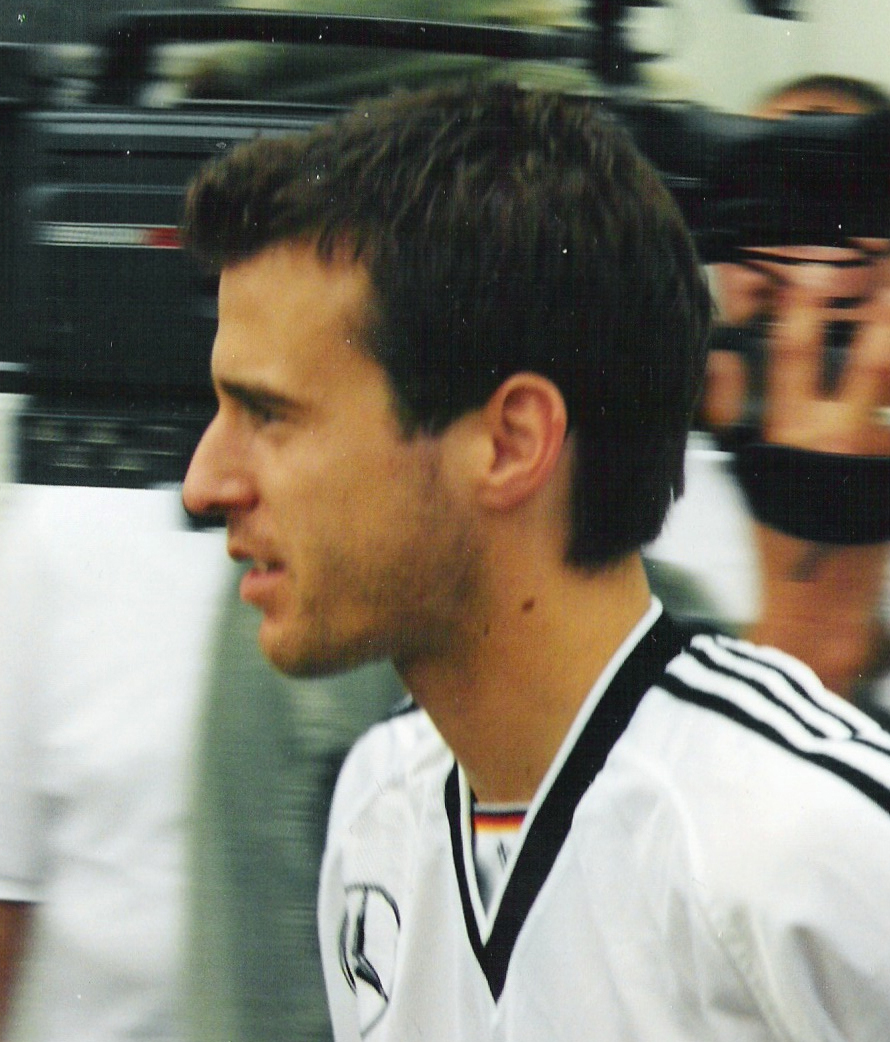
Scholl pela Seleção Alemã, em 1999.

Scholl, que jogou também nas equipes Sub-21 e Olímpica entre 1991 e 1992, também esteve presente na conquista da Eurocopa de 1996, com a Seleção Alemã, pela qual fizera sua estreia no ano anterior. Foi ele quem deu lugar ao então desconhecido Oliver Bierhoff, que marcou os 2 gols que viraram o jogo decisivo entre Alemanha e República Checa, mas problemas de relacionamento com o técnico Berti Vogts impediram que ele fosse convocado para a Copa de 1998. Participou também na pífia campanha alemã na Eurocopa de 2000, tendo marcado o único gol da seleção no torneio, no empate contra a também eliminada Romênia.
Porém, as lesões no joelho impediram Scholl de continuar jogando em alto nível pela Alemanha, forçando-o a encerrar a carreira internacional em abril de 2002, após o amistoso contra Israel, 4 meses antes da Copa do Mundo sediada pela Coreia do Sul e pelo Japão, tornando-o um dos melhores jogadores alemães a nunca terem disputado a competição na história.
Aos 35 anos de idade, ele flertou com uma possível convocação para a Copa de 2006, disputada na Alemanha. Um abaixo-assinado criado por 2 estudantes que torciam para o Bayern pedia a inclusão de Scholl na lista de 23 convocados para o torneio. Cerca de 175 mil pessoas aderiram ao pedido, mas o técnico Jürgen Klinsmann, que também atuara com Scholl no Bayern e na Seleção, decidiu não convocá-lo.
O meia-atacante disputou 36 jogos pela Seleção Alemã, e marcou 8 gols.

## Carreira de treinador

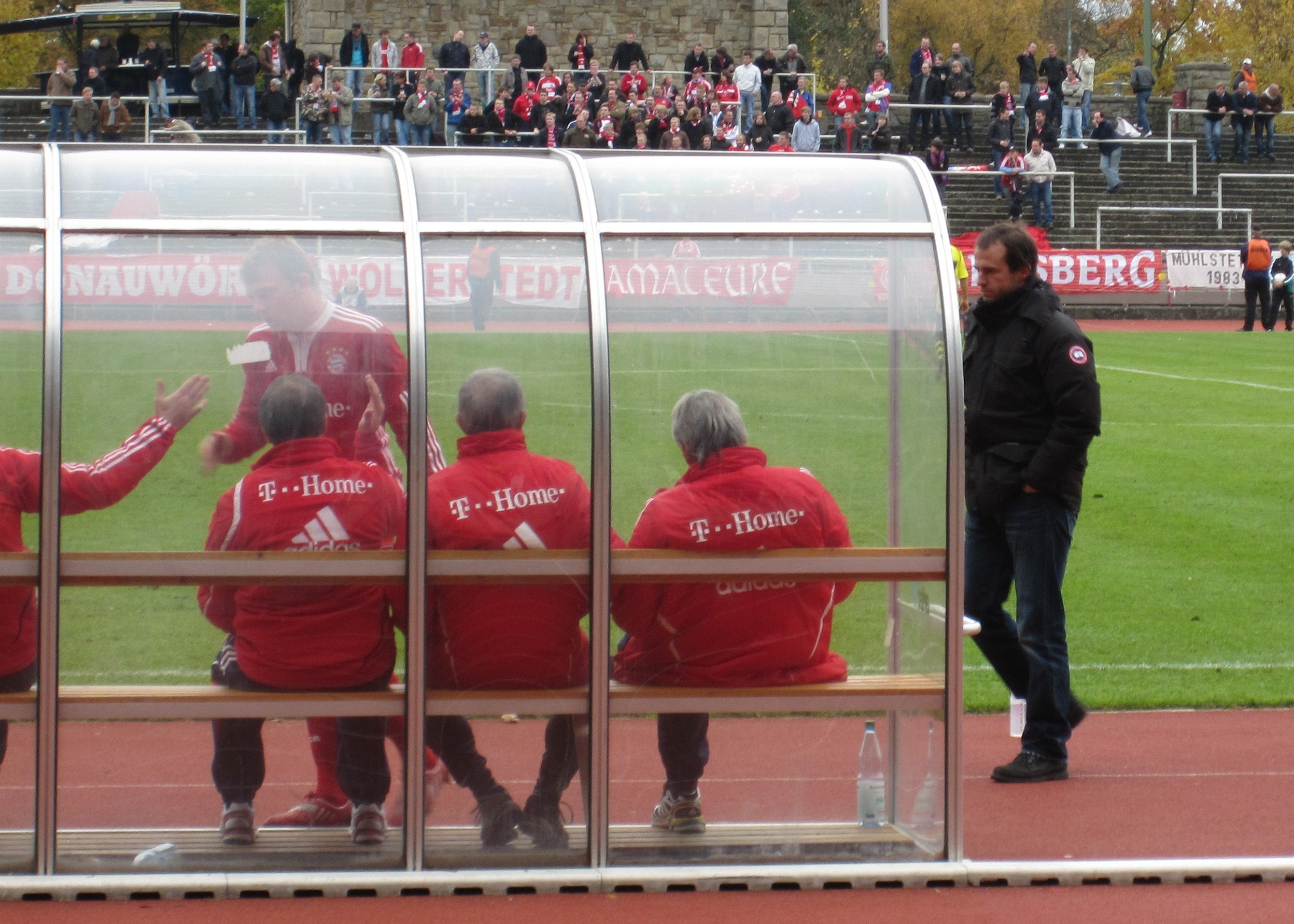
Scholl (à direita) como técnico do Bayern II, em 2009.

Depois da aposentadoria, Scholl permaneceu vinculado ao Bayern, agora como técnico da equipe Sub-13, onde permaneceu até abril de 2009, quando foi promovido ao comando do time reserva dos bávaros, permanecendo até junho de 2010. Voltaria a treinar o Bayern II em 2012, anunciando sua saída em janeiro do ano seguinte, alegando que pretendia se dedicar ao trabalho de comentarista - segundo o ex-jogador, a nova função atrapalhava sua carreira de técnico.

## Honours
Bayern de Munique

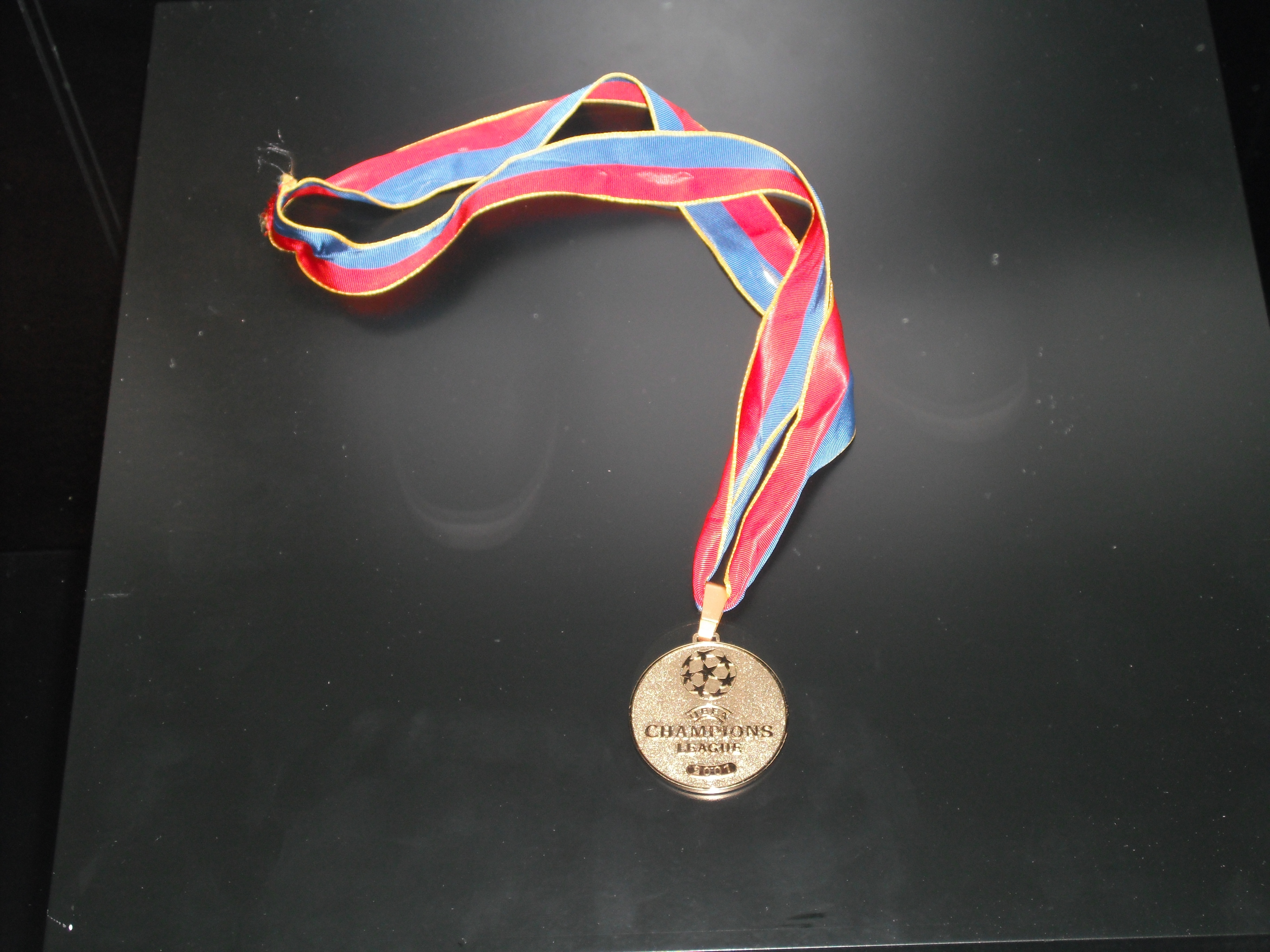
A medalha de vencedor da Liga dos Campeões de 2000–01 recebida por Scholl, exposta no museu do Bayern.

- Bundesliga: 1993–94, 1996–97, 1998–99, 1999–2000, 2000–01, 2002–03, 2004–05, 2005–06
- Copa da Alemanha: 1997–98, 1999–2000, 2002–03, 2004–05, 2005–06
- Copa da Liga Alemã: 1997, 1998, 1999, 2000 e 2004
- Liga dos Campeões da UEFA: 2000–01
- Copa da UEFA: 1995–96
- Copa Intercontinental: 2001

Seleção Alemã
- Eurocopa: 1996

### Individuais
- Bravo Otto: 1996, 1997, 2000
- Time do ano da European Sports Media: 1995–96, 2000–01
- Time da Temporada da Bundesliga pela revista Kicker: 1997–98, 2000–01[13][14]
- Gol do Mês: Janeiro de 2000, Dezembro de 2000, Fevereiro de 2003
- Jogador do Ano da Bundesliga pela Vereinigung der Vertragsfußballspieler: 2000
- Melhor 11 histórico do Bayern: 2005[15]